# Nudité
La nudité est l'état d'un corps humain ou d'une de ses parties qui n'est pas recouverte d'un vêtement.

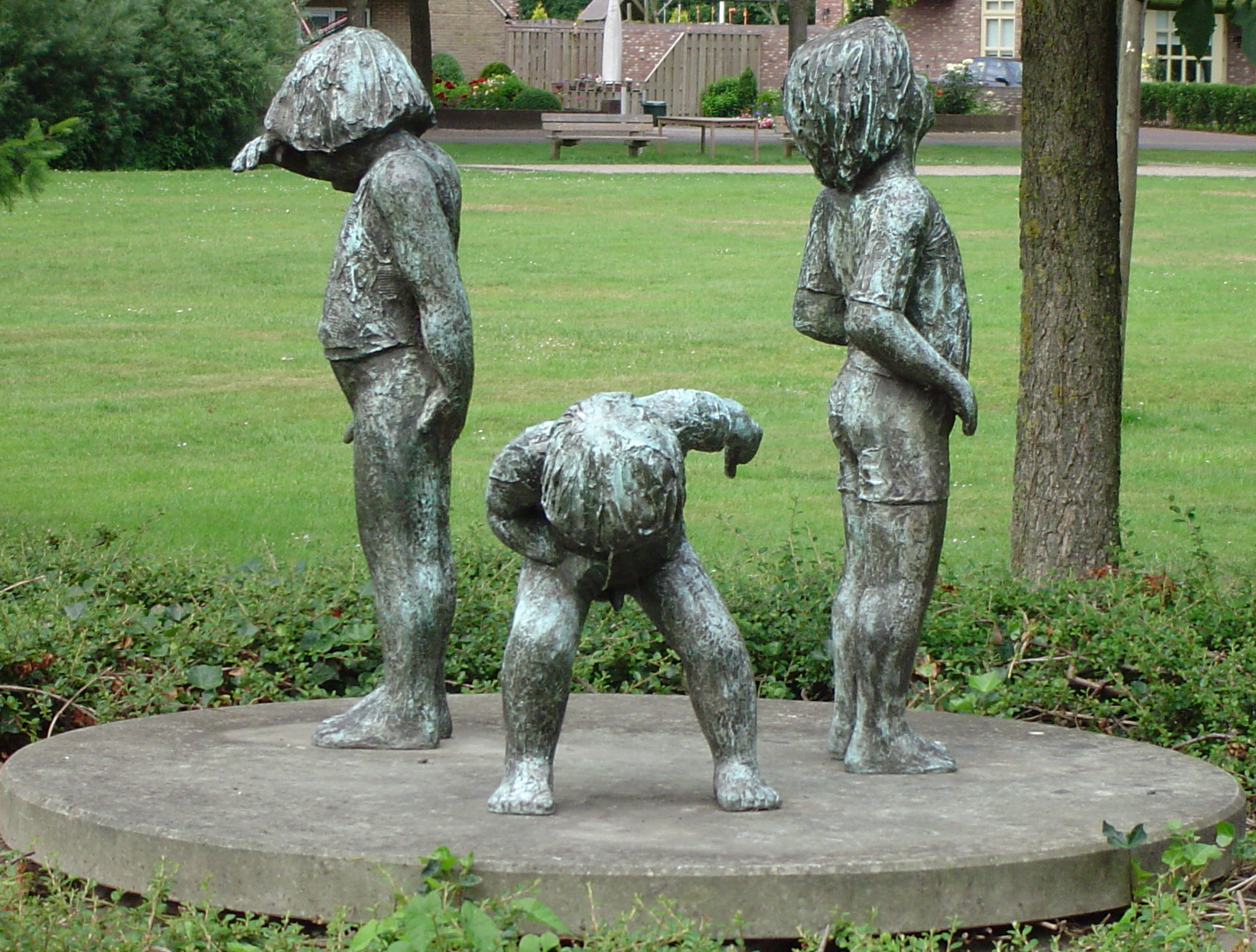
Sculpture en bronze Enfants à la découverte par Joanika Ring, Overlangel, 1995.

Les conventions sociales, ainsi que les préceptes de la plupart des religions, condamnent la nudité de certaines parties du corps. Les lois peuvent réprimer la nudité publique assimilée à de l'exhibitionnisme ; les partisans de la libéralisation des mœurs revendiquent la réduction des aires du corps devant obligatoirement rester couvertes. Le naturisme considère la pratique en commun de la nudité complète comme un mode de vie qui rapproche de la nature. La transgression des interdits de nudité peut servir de signe non verbal d'une protestation ou d'une revendication.
Dans les beaux-arts en Europe, la représentation du corps nu est un exercice fondamental dans l'enseignement classique et un thème artistique fréquent à certaines époques.
En zoologie, on parle de nudité pour indiquer l'absence de pelage. Le Singe nu désigne ainsi l'espèce humaine dans l'ouvrage éthologique de Desmond Morris.

## Conceptions de la nudité
Comme celles de la pudeur, les conceptions de la nudité ont varié dans le temps et dans l'espace. De nombreuses sociétés humaines perçoivent la nudité comme dangereuse.
En zone froide et tempérée, le vêtement est d'abord un élément de protection contre le froid, comme il peut être une protection contre le soleil dans les déserts. Il porte aussi des indications de statut social. Les sociétés peuvent prescrire des habits différents pour les hommes et les femmes ; la valeur du vêtement et ses ornements indiquent la richesse, l'uniforme indique l'appartenance à une organisation et la position qu'on y occupe. L'élégance signifie l'adhésion à un style et à un groupe ; au contraire, l'éloignement volontaire d'un code vestimentaire dénote l'opposition.
En zone tropicale, le caractère social et distinctif peut s'exprimer sans vêtements par des peintures corporelles et des tatouages, ainsi que par divers accessoires. Ce qui est pour d'autres une nudité est alors normal. Cependant, les missionnaires et administrateurs américains et européens ont fait reculer la nudité des adultes, puis des enfants sur presque toute la planète.

### Antiquité

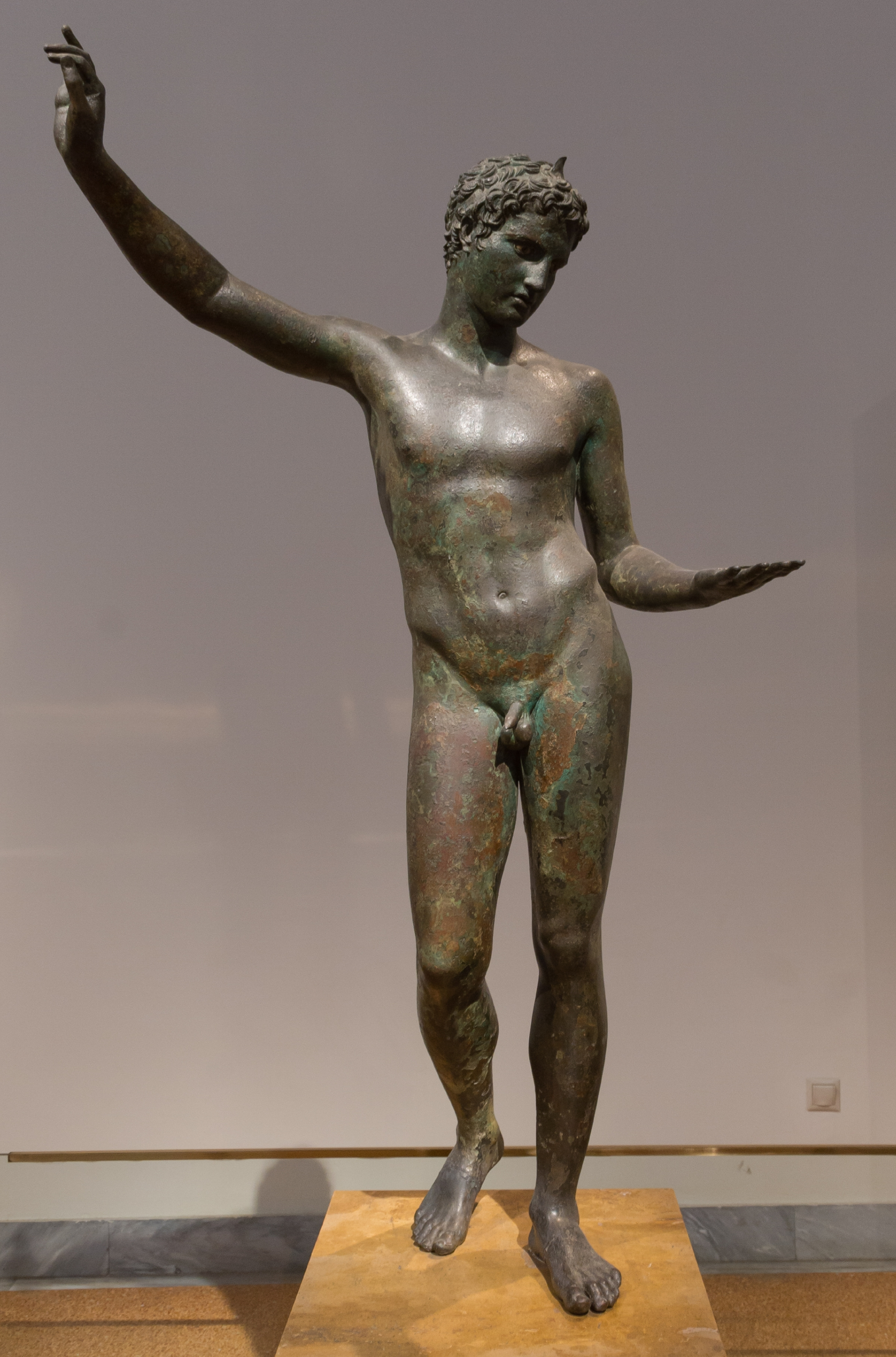
Statue d'un athlète, Grèce, vers 340 à 330 AC.

Les Grecs de l'Antiquité valorisaient la nudité masculine dans certains contextes : l'adjectif γύμνος (gymnos), dont est dérivé notre gymnaste, signifiait nu. Les athlètes vainqueurs aux Jeux olympiques étaient fréquemment représentés nus, comme ils concouraient sur le stade.
La nudité féminine est rare, hormis le cas d'Aphrodite.

### Europe moderne
Aux autres époques, pour des motifs exprimés souvent en termes religieux, la nudité publique est généralement interdite.
À la Renaissance, un courant artistique qui se réfère à la Grèce antique valorise la représentation de beaux corps nus, masculins et féminins. L'Église réformée, et, après le Concile de Trente à la fin du XVIe siècle, l'Église catholique, s'y opposent. L'autorité des religieux n'est pas complète en dehors des églises, mais ils parviennent à faire dissimuler au moins les organes sexuels des œuvres exposées au public. Le dessin de nu reste une importante partie de la formation des artistes. Les modèles sont, à l'École, des hommes jusqu'à la fin du XIXe siècle, mais les scènes mythologiques ou exotiques avec de nudités féminines peintes trouvent de nombreux amateurs, comme la sculpture de nus en référence à l'Antique. L'Angleterre de l'Ère victorienne, les Puritains notamment aux États-Unis n'admettent pas plus la représentation du nu que la nudité publique. En 1895, les députés firent retirer du Reichstag l'allégorie de la Vérité parce qu'elle était nue ; Carl Heinrich Stratz écrit « L'Européen moderne (…) ne voit dans sa vie qu'un seul ou tout au plus quelques corps de femmes nues (…) ». Dans ses Lettres de Suisse (1775), Goethe avait évoqué son « sentiment d'effroi » la première fois qu'il avait vu une femme nue. Les Européens ne connaissent que le nu idéalisé des beaux-arts. « Des personnes graves qui l'avaient en horreur à l'état vivant, l'admiraient dans le marbre », note Paul Valéry.
De nos jours, la nudité privée n'est considérée comme normale ou tolérable que dans des moments particuliers de la vie (la toilette, l'accouchement/naissance, toilette mortuaire, morgue/autopsie, les examens médicaux et gynécologiques notamment seul ou dans l'intimité (devant le miroir). La semi-nudité n'est admise qu'à la plage pendant les vacances estivales.
En présence de tiers, la nudité totale, parce qu'elle ne cache pas les organes génitaux, est souvent assimilée à une invite à la sexualité. Or la sexualité est elle-même très codifiée au sein de tout groupement humain[réf. souhaitée]. La plupart des sociétés ont des lois déterminant des interdictions ou des obligations vestimentaires, parfois explicitement en lien avec le contrôle de la reproduction de ses membres[réf. nécessaire]. La nudité collective de groupes de même sexe, dans les douches des établissements professionnels ou sportifs, régresse en même temps que la condamnation de l'homosexualité[réf. souhaitée].
La nudité en public provoque un trouble d'autant plus intense qu'elle est rare. Dans les milieux ou sociétés les plus pudiques, la nudité est une transgression qui pourra être interprétée comme une invite à la fornication.

## Fonctions de la nudité

### L'attribut des marginaux
Dans les sociétés à vêtement, celui-ci définit la personnalité sociale ; la nudité marque l'absence de position et le degré le plus bas de l'échelle, exprimé par de nombreux proverbes et expressions comme « n'avoir qu'une main devant et l'autre derrière ».
Le vêtement ayant nécessairement un coût, puisque généralement produit par un spécialiste, la nudité, associée à d'autres signes de pauvreté (comme l'absence de soins cosmétiques, notamment des cheveux et de la barbe, les maladies de peau) est perçue comme liée à la pauvreté ou comme un attribut de l'indigent.

### La nudité comme châtiment
Dans une telle société, dépouiller une autre personne de ses vêtements, tandis que ceux qui le font restent vêtus, est une humiliation. De nombreux châtiments incluent la nudité forcée, depuis l'Antiquité romaine et le Moyen Âge. Les Romains ôtaient à titre infamant tout vêtement aux condamnés à mort par crucifixion. Dans la France de l'Ancien Régime, les deux peines maximales, l'écartèlement et la mort sur la roue, étaient accompagnées de nudité publique. La pendaison s'exécutait avec le condamné « nu en chemise ».
À une époque plus moderne, la mise à nu fait souvent partie des humiliations du bizutage.

### La nudité comme affirmation religieuse
On mentionnera l'existence, à diverses périodes et dans plusieurs pays d'Europe (Pays-Bas, Bohême, Savoie, Pologne, Grande-Bretagne) d'Adamites ou Adamiens qui s'inspirant de la pureté primitive du paradis terrestre pratiquaient la nudité pour l'exercice de leur culte dans leurs temples. Certains d'entre eux allaient même dans les rues pour proclamer l'observation des lois de la nature. Condamnés comme hérétiques par les autorités catholiques, un certain nombre périrent sur des bûchers.
En Inde, il faut également citer l'existence actuelle de sadhus hindous nus vivant seuls ou en communautés ou encore des moines jaïns digambara (vêtus de ciel) pratiquant le détachement complet du monde, l'ascétisme et la non-violence absolue. Ils vont nus par les routes avec pour seuls biens un balai pour ôter de leur chemin les petites bêtes qu'ils pourraient écraser en marchant et un seau pour leurs ablutions. Ils recueillent dans leurs mains jointes la boisson et la nourriture que leur donnent pour vivre les laïcs. Pendant la mousson, ils restent dans des locaux mis à leur disposition par ces mêmes laïcs où ils méditent et donnent des sermons sur la non-violence et le détachement du monde.
En 2008, dans certaines associations ou sectes, les candidats à l'admission doivent être nus pour recevoir l'initiation considérée comme une nouvelle naissance[réf. nécessaire].

### Arme politique et moyen de communication

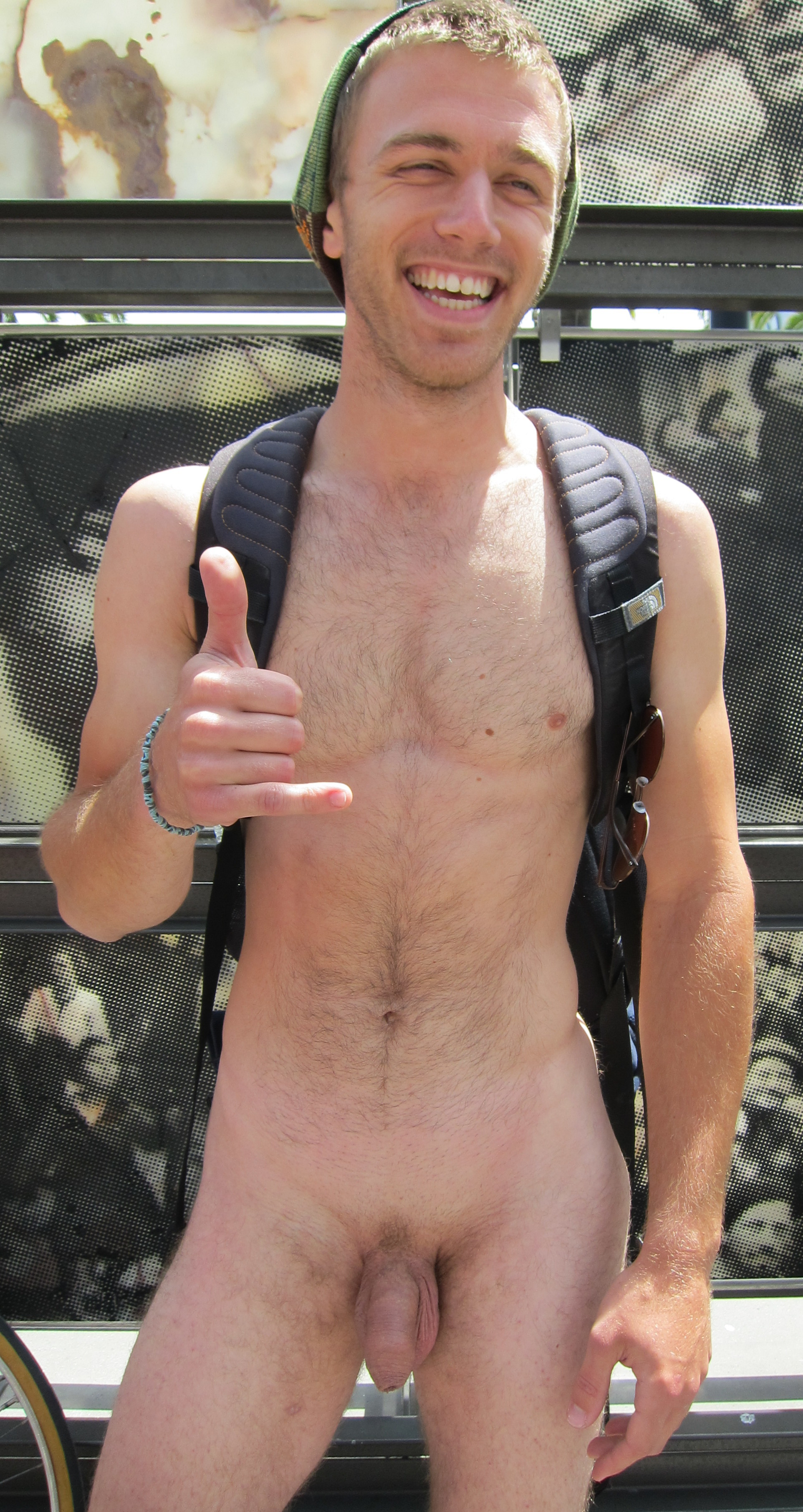
Participant nu à la World Naked Bike Ride à San Francisco.

Inversement, celui qui se dispense volontairement et publiquement de vêtement dans la sphère publique montre qu'il refuse une valeur de son groupe.
- En refusant radicalement la convention vestimentaire, il peut, à l'exemple du philosophe de la Grèce antique Diogène de Sinope, remettre en cause l'ensemble des valeurs, notamment de rôles sexuels, en vigueur dans la société.
- Dans d'autres cas, la nudité, signe de renoncement, annonce le prophète ou le saint, comme en Inde avec les Sâdhu.
- Dans la société occidentale, le corps nu est souvent utilisé dans la publicité commerciale, pour la promotion d'un produit assez peu en rapport. Des groupes utilisent, dans le monde entier, cette même technique en faveur d'une protestation ou d'une revendication sociale ou politique[14].
- La nudité peut aussi se présenter comme un défi à caractère hardi et humoristique, un effet comique sans implications sociales explicites. Le surgissement inattendu d'un homme ou d'une femme dévêtu au milieu des plus officielles des scénographies quotidiennes, comme celles des manifestations sportives, demeure toujours un moyen de faire rire et de faire parler de soi, comme l'ont compris les streakers qui, par leur irruption dans le plus simple appareil, perturbent le code des compétitions sportives[15].

Tous ces motifs peuvent se mêler souvent. Les FEMEN utilisent la transgression qu'est encore la nudité pour obtenir une exposition médiatique en faveur d'une cause, tout en tenant un discours critique sur les valeurs liées à l'obligation de couvrir tout ou partie du corps des femmes. Dès l'action effectuée, son interprétation dépend de ses commentateurs.

## La nudité à travers les âges
Selon le sociologue Norbert Elias, qui affirme que les sentiments de pudeur et la prohibition de la nudité sont corrélatifs d'un « processus de civilisation », au Moyen Âge, en Europe, des familles entières se rendaient aux bains dans le plus simple appareil.
L'ethnologue Hans Peter Duerr a depuis contesté cette thèse, examinant la documentation sur la nudité, pour conclure à l'inverse de Norbert Elias que les descriptions de nudité de cette époque ne constatent pas un état de faits commun, mais condamnent des actions considérées comme abusives.
Aux siècles de la réforme protestante, la répression de la nudité s'intensifie, mais n'a pas interdit la perpétuation et même le développement de l'art du nu, en peinture ou dans la sculpture dans les zones catholiques.
La nudité est souvent drapée d'une dimension christique qui lui sert pour partie d'alibi, et qui se surajoute à la vision presque exclusivement esthétique de la nudité héritée de la Grèce antique, dont les conceptions de la beauté et de l'Homme sont en vogue à la Renaissance puis aux périodes classiques.
Les élites aristocratiques, bien que toujours vêtues en public, apprécient et forment la clientèle d'un art ouvertement érotique développé depuis la Venise du Titien jusqu'aux productions de l'académisme français du XIXe siècle en passant par la peinture de cour de l'époque de Louis XV de France.
Au XVIIIe siècle, des situations sociales particulières n'interdisent pas davantage l'exposition des corps dévêtus à la vue de tous. La nudité du roi devant sa cour était perçue comme normale. Mieux, ceux qui pouvaient assister à la toilette intime du monarque se considéraient comme bénéficiant d'un privilège insigne. De façon assez exceptionnelle, la nudité était alors un marqueur social positif. Mais la morale et la pudeur voulaient que seule une personne socialement d'un rang supérieur pouvait se montrer nu sans indécence. Ainsi le roi se montrait nu aux nobles, qui se montraient nus aux bourgeois sans gêne. L'inverse ne se faisait pas. Toute la société respectait cette règle.[réf. nécessaire]
Un renversement se produit en Europe au XIXe siècle, peut-être encouragé par la mécanisation de l'industrie textile et l'influence croissante du discours hygiéniste qui conduisent les classes aisées, et à leur suite les classes moyennes émergentes, à voir dans la nudité ce signe de l'infamie paysanne évoqué ci-dessus. Ces mêmes classes s'engagent aussi dans de nouvelles pratiques corporelles, aujourd'hui objet d'étude de la sociologie du corps qui vont finalement les conduire à une rapide libération, celui de la femme en particulier, essentiellement à partir de mai 1968, avant que la popularisation du sport accompagne dans la seconde moitié du XXe siècle l'émergence d'un véritable culte du corps valorisant la nudité et son insertion dans un environnement sain, objectif indirect de certains naturismes. Dans les années 1970 à 1990, le culte du bronzage semble avoir à nouveau encouragé la nudité. Le bronzage est un signe que chacun se doit de ramener de vacances comme s'il s'agissait de prouver sa capacité à voyager ou à prendre des vacances. De nombreux auteurs tiennent à ce sujet pour révélatrice de la modification de la perception de la nudité dans l'évolution du maillot de bain, qui devient de plus en plus échancré, moulant et diaphane[réf. nécessaire].
En France, pendant longtemps, les jeunes conscrits devaient passer entièrement nus devant le conseil de révision en mairie puis, à partir des années 1960, dans un centre d'incorporation, à l'occasion des « 3 jours ». Cet examen permettait de juger s'ils étaient de santé et de robustesse convenables à l'exercice des armes. Il a disparu avec la suppression progressive de la conscription obligatoire entre 1997 et 2001.
Dans les sociétés occidentales, le fait de montrer le sein en public y compris devant des enfants pour une femme en allaitement est parfaitement admis même s'il peut provoquer de la gêne chez certaines personnes ou chez la mère elle-même. L'allaitement naturel, même s'il est peu pratiqué, est très valorisé. Toutefois en Amérique du Nord, il arrive que cette attitude soit jugée « inappropriate », mais les tribunaux sanctionnent le fait de demander à une femme de s'abstenir d'allaiter dans des lieux publics. Des condamnations de 2000 $can et 3500 $can ont été prononcées par le Tribunal des droits de la personne du Québec pour le fait de demander à une femme de cesser d'allaiter au sein dans un lieu public.
Parmi les ambassadeurs de la dénudation, l'enfant a toujours historiquement obtenu le premier la licence de la nudité, dont sur les plages. Certains voient dans la nudité une forme de regreso ad uterum, retour symbolique dans l'utérus là où d'autres voient l'expression naïve et/ou jouissive d'une liberté permise par le franchissement d'un interdit. Les travaux du chercheur sont intervenus avant les scandales récents liés à la pédophilie.

## Représentations de la nudité
Les représentations humaines associent en général leurs attributs  (parures, vêtements) aux personnages représentés ; dans les sociétés sans vêtements, ils sont représentés tels quels.
D'une façon plus paradoxale, les sociétés occidentales chrétiennes, peu tolérantes à l'égard de la nudité publique, l'ont abondamment représentée, d'abord avec des significations négatives de souffrance et de sacrifice (Crucifix avec le Christ nu depuis le VIe siècle), reprenant des représentations existant à partir de l'époque hellénistique (Marsyas), puis, à la Renaissance, avec une valorisation de la figure humaine, qui se poursuivra d'une façon discontinue jusqu'à l'époque contemporaine. Les représentations s'intéressent, en peinture, d'abord aux hommes, pour ne plus concerner presque exclusivement que les femmes à partir du XVIIe siècle.
En sculpture, le XXe siècle produit encore des nus masculins (par exemple, Bourdelle) dans une proportion considérable.

## La nudité aujourd'hui
Mode de vie quotidien de nombreux peuples, la nudité est un acte social qui diffère selon les cultures et les contextes.
Dans la société occidentale, la nudité totale peut avoir un usage codifié et se pratiquer dans des contextes précis, comme les lieux privés, les espaces de loisir naturistes, les plages naturistes, les Spas…

### Limites à la nudité

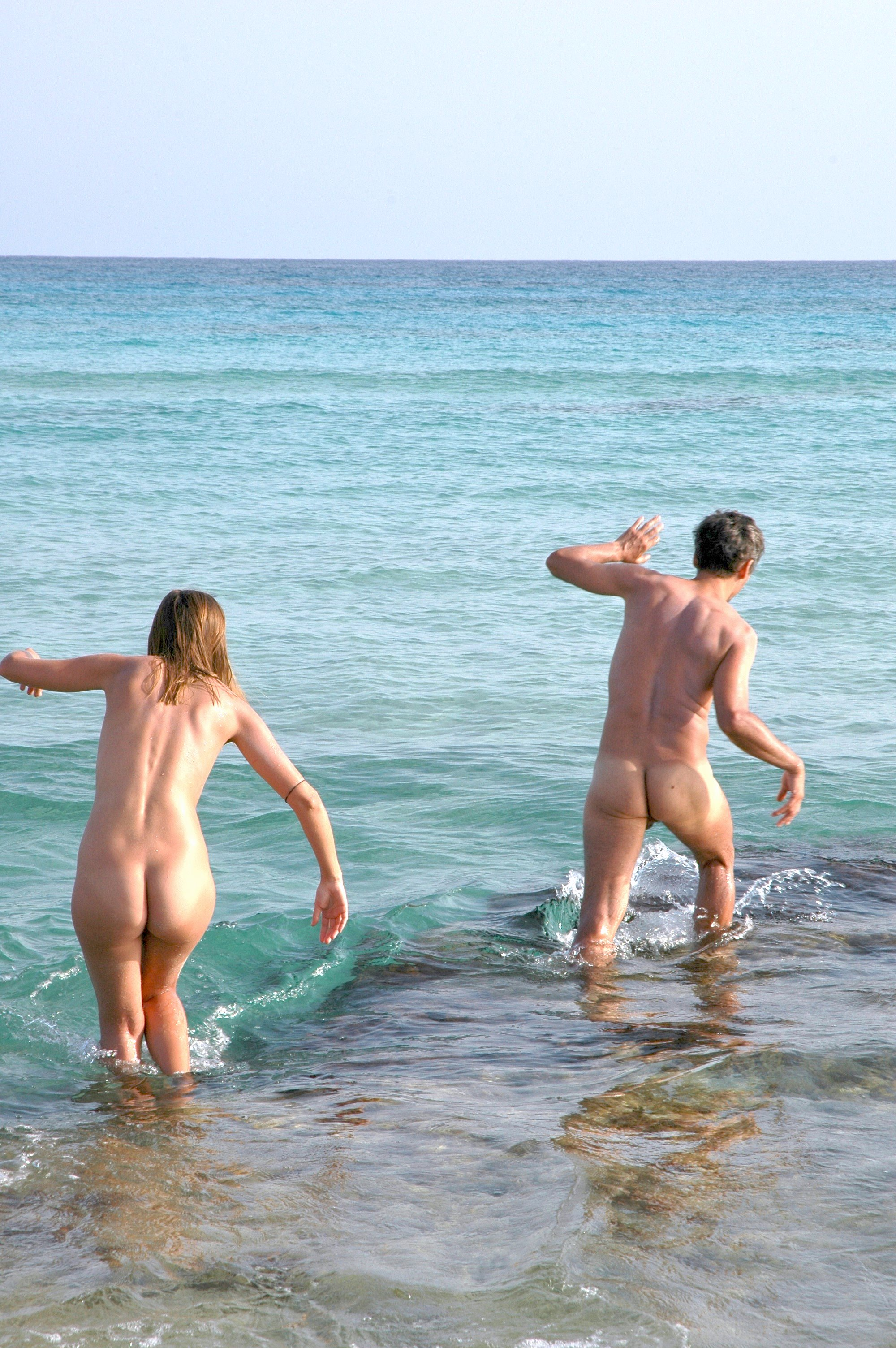
Couple se baignant nu.

Le mouvement décrit plus haut n'autorise pas tout d'un point de vue socio-culturel. Comme le signale Jean-Claude Kaufmann dans son ouvrage Corps de femmes, regards d'hommes, la pratique des seins nus sur les plages apparaît inconcevable à ses plus ferventes supportrices quelques mètres en arrière, aux limites de la ville et de la civilisation. La nudité reste ainsi circonscrite à des espaces bien délimités, ce qu'a bien observé Francine Barthe-Deloizy dans sa Géographie de la nudité.
Ainsi, si le vêtement cesse progressivement d'être un indicateur de rang social pour indiquer davantage l'appartenance à un groupe ou à une tranche d'âge, la nudité demeure le fait de lieux où prend place une inversion passagère des règles sociales et elle ne s'épanouit plus ou moins qu'à la marge de la vie normale ; par exemple, pendant les carnavals, la nuit ou sur le littoral, à mi-chemin entre terre et mer.
Par ailleurs, certaines zones du corps restent difficiles à montrer et cela peut dépendre des cultures. Par exemple, au Japon, l'exposition des poils pubiens au cinéma était assimilée à un acte pornographique jusqu'à la fin des années 1990.
Le naturisme, de même que la nudité simple, pratiqués en espaces publics, ne font pas en France l'objet de sanctions pénales. En effet, seule l'agression sexuelle est visée par le code pénal, soit une « atteinte sexuelle commise avec violence, contrainte, menace ou surprise ». Ainsi, en droit, le code pénal français (art 222-32) punit le délit d'exhibition sexuelle jusqu'à un an de prison et 15 000 euros d'amende. En revanche, la nudité pratiquée décemment, d'un point de vue naturiste, sans geste de nature sexuelle, ne peut en France faire l'objet d'une répression légale, même en-dehors des espaces officiellement autorisés (même en-dehors des plages ou des centres naturistes).
L'outrage à la pudeur, concept trop subjectif, n'existe plus dans le code pénal depuis 1992. Si tout de même il y a procès, à la suite d'une plainte transmise au procureur qui engage une suite, le tribunal pourra juger si la nudité avait un caractère sexuellement provoquant ou non, eu égard à la jurisprudence qui, en cas de nudité simple, est favorable à la relaxe. Il en va du bon sens. Ainsi, être simplement nu chez soi, même visible de la rue ou de voisins, sans volonté de choquer, reste parfaitement légal. De même, les manifestations de personnes nues dans les rues font généralement l'objet de non-lieu. Si des arrêtés ou des règlements municipaux peuvent interdire d'être plus ou moins nu dans l'espace communal, d'un point de vue juridique ils n'ont pas force de loi donc sont contestables. La nudité est donc, en pratique, difficilement punissable, sauf à exagérer ou à s'insérer dans des espaces trop peuplés de gens habillés.
Le fait de se dénuder ou « dénudation » semble un acte plus délicat à envisager, du fait de similitudes apparentes avec une pratique exhibitionniste. Ainsi, à l'entrée des parcs naturistes allemands, où la nudité est par ailleurs très bien vécue, il existe pourtant des cabines pour se changer à l'abri du regard de tous[réf. nécessaire]. Dans les commerces des pays occidentaux, on trouve des cabines d'essayage, dont l'existence peut surprendre par rapport à ce qui se fait sur les plages (après tout, l'essayage d'un article ne demande dans le pire des cas que de paraître en sous-vêtements devant quelques clients). Cela renvoie à une habitude culturelle qui vise à préserver du regard ceux qui ne veulent pas être vus ; il ne s'agit pas d'interdire d'être vu dénudé mais de pouvoir ne pas l'être.

### Nudité et commerce

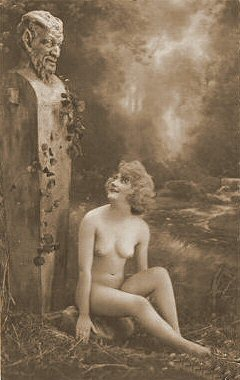
Carte postale des années 1920. Femme nue posant au pied du buste d'un faune.

Les publicitaires jouent des aspects contradictoires de la nudité, en utilisant les corps féminins offerts à la vue de tous via l'image publicitaire ou filmée[réf. nécessaire] d'une manière souvent inspirée de leur présentation artistique, mais qui suscite la contestation de certains groupes jugeant certaines images dégradantes[réf. nécessaire].
Face au marché de l'habit, il existe un marché exploitant la nudité allant de la presse de charme à la pornographie.
Dans le domaine du spectacle, la dénudation progressive constitue le genre du striptease.